# Sujet Angot
Sujet Angot est un roman de Christine Angot paru chez Fayard en 1998.

## Résumé
Claude, le mari de l'auteur qui vient de la quitter, lui écrit des lettres commentant son style à l'aide de références artistiques (Van Dongen, Jean Tinguely), religieuses (Ancien Testament) et littéraires (Gertrude Stein, Virginia Woolf, Roland Barthes) tout en lui demandant de temps à autre de bien vouloir accepter son retour dans sa vie. 

## Éditions
- Sujet Angot, Fayard, 1998 - rééd. Pocket, 1999, 2000.